# كأس فيد 2012
كأس فيد 2012 (بالإنجليزية: 2012 Fed Cup)‏ هو الموسم 50 من  كأس فيد. أقيم خلال الفترة 30 يناير 2012 وحتى 4 نوفمبر 2012، وفاز فيه منتخب التشيك لكأس فيد.